# Oscar Van Rumst
Oscar Van Rumst, född 7 februari 1910, död 10 juli 1960, var en friidrottare från Belgien. Han deltog vid olympiska sommarspelen 1936.